# Tomasz Kubikowski
Tomasz Kubikowski (ur. 1962 we Wrocławiu) – polski teatrolog, performatyk, filozof. Syn Zbigniewa Kubikowskiego.

## Życiorys
Absolwent VI Liceum Ogólnokształcącego im. Tadeusza Reytana w Warszawie (1981) i Akademii Teatralnej im. Aleksandra Zelwerowicza w Warszawie. Doktor filozofii (Uniwersytet Jagielloński, 1992). W 2007 uzyskał habilitację, a w 2018 tytuł profesora nauk humanistycznych. Zastępca dyrektora artystycznego i kierownik literacki Teatru Narodowego i profesor Akademii Teatralnej im. Aleksandra Zelwerowicza w Warszawie, wykładowca wiedzy o teatrze. Zajmował się także dziennikarstwem (m.in. w miesięczniku „Teatr”), był jurorem festiwali teatralnych w Polsce i Szwecji. Autor szeregu publikacji w periodykach naukowych oraz książek dotyczących teatru. W latach 2016–2018 członek Komitetu Nauk o Sztuce Polskiej Akademii Nauk.

## Odznaczenia
- Krzyż Kawalerski Orderu Odrodzenia Polski (nadanie 2015[8]; wręczenie 2017[9])
- Złoty Krzyż Zasługi (2002)[10]

## Publikacje książkowe
- Shakespeare w przekładach Józefa Paszkowskiego: egzemplarze teatralne z lat 1861–1939, Warszawa 1991
- Siedem bytów teatralnych: o fenomenologii sztuki scenicznej, Warszawa 1994, ISBN 83-85199-27-6
- Reguła Nibelunga: teatr w świetle nowych badań świadomości, Warszawa 2004, ISBN 83-902579-7-1
- Teatralne doświadczenie Wilhelma Meistra, Warszawa 2014, ISBN 978-83-927763-9-0
- Przeżyć na scenie, Warszawa 2015, ISBN 978-83-938151-5-9
- Zjadanie psów, Warszawa 2019, ISBN 978-83-66124-18-9